# Islas Cagarras
Las islas Cagarras (en portugués: Ilhas Cagarras) constituyen un archipiélago deshabitado localizado frente a la costa sur de la ciudad de Río de Janeiro, Brasil, fuera de la bahía de Guanabara. El archipiélago consta de las siguientes islas:
- isla Cagarra (Ilha Cagarra)
- Laje da Cagarra
- isla de Palmas (Ilha de Palmas)
- isla Comprida (Ilha Comprida)
- isla Filhote (Ilha Filhote)

Aunque las islas de Redonda y Redondinha (Redondita) se encuentran cerca, no forman parte del archipiélago de las Cagarras.
Es más que probable que las islas Cagarras tomaran su nombre de un ave marina, la pardela cenicienta (Calonectris diomedea), llamada "cagarra" en lengua portuguesa. Aunque esta pardela no nidifica en las costas brasileñas, sí que lo hace en archipiélagos portugueses como Azores y Madeira de modo que posiblemente los descubridores confundieron las pardelas autóctonas que por entonces habría en este archipiélago con las que conocían de sus islas natales.